# Château Le Borcht
Le château Le Borcht (ou château des comtes de Borchgrave) est un château situé à Berneau dans la commune belge de Dalhem.

## Historique
Dès le IXe siècle, un château se dressait déjà sur ce site. Tombé en ruine, il est remplacé au XIVe siècle par un nouveau château. Ce dernier se composait d'un donjon fortement fortifié et était entouré de douves et d'étangs. En 1595, la famille Van Gulpen le transforme en un château de plaisance[réf. souhaitée]. En 1608, une haute tour ronde et divers annexes sont ajoutés. L'un d'entre eux possède un beau fronton espagnol.
En 1914, le château est incendié par l'occupant allemand. En 1921, il est racheté par la commune de Berneau. En 1935, le château est classé monument historique, suivi des dépendances en 1976 : presbytère, ferme et habitations voisines. Le complexe a servi de mairie et d'école, et le château proprement dit est acheté par un particulier en 1997.
Les comtes de la famille Borchgrave, entre autres, vivaient dans ce château.